# Chiasmocleis hudsoni
Chiasmocleis hudsoni és una espècie de granota que viu al Brasil, la Guaiana Francesa, Guyana, Surinam, Veneçuela i, possiblement també, a Colòmbia.
Està amenaçada d'extinció per la pèrdua del seu hàbitat natural.